# Pichia fermentans
Pichia fermentans är en svampart. Pichia fermentans ingår i släktet Pichia och familjen Pichiaceae.

## Underarter
Arten delas in i följande underarter:
- rugosa
- fermentans